# Eisern Berlin
Eisern Berlin è l'album d'esordio del gruppo hard rock neonazi tedesco Spreegeschwader, pubblicato nel 1996.

## Tracce
Testi e musiche di Gast, tranne ove indicato.
1. Spreegeschwader - 3:32
2. Deutsche Skins - 3:59
3. Eisern Berlin - 5:41 (testo: Heindorf)
4. S-Bahn-Surfer - 3:52
5. Sie ist Häßlich - 2:57
6. Pressefreiheit - 2:56
7. Freitag Abend - 2:29
8. Deine Kraft - 4:08
9. Parole Spaß - 2:26
10. Märtyrer - 7:57

## Formazione
- Alexander Gast - voce, chitarra, basso, cori
- Rainer F. - chitarra acustica e solista
- Alexander-Willibald Bahls - batteria, cori

### Altri musicisti
- Jens Brandt - cori
- Steffen - cori